# Ана Пухила
Ана Пулхила (енгл. Ana Kilistina Po'uhila; Нукуалофа, 18. октобар 1979) је тонганска атлетичарка специјалиста за бацање кугле и бацање кладива.
Прве кораке у атлетици направила је као спринтерка. Трчала је на 100 м. У тој дисциплини учествовала је на свом првом Светском првенству 2001. у Едмонтону. Пласарила се на 50 место резултатон свог личног рекорда 13,57. То јој је било и последње учешће на великим такмичењима у тој дисциплини, коју је заменила такмичењем у бацачким дисциплинама.
На следећем светском првенству у 2003. у Паризу у такмичењу у бацању кугле, али без већег успеха. Следе Олимпијске игре у Атини где завршава као 32. Учествује на још три светска првенства: 2005. у Хелсинкију, 2007. у Осаки и 2009. у Белину, али се ниједном није успела пласирати у финале. На 18. Играма Комонвелта 2006. била је седма у финалу (16,43).
Припремајући се за Олимпијске игре у Пекингу Ана Пухила прави турнеју по Европи и у Албервилу постиже национални рекорд Тонге у бацању кугле 18,3 метра. На Играма је имала част да буде носилац заставе своје земља на свечаној церемонији отварања. Резултат који је постигла, није јој био довољан да уђе у финале.
Године 2011. учествује на Пацифичким играма у Нумеји и осваја златну медаљу у бацању кугле, а бронзану у бацању кладива.

## Лични рекорди
- 100 м — 13,57 — Едмонтон (2001)
- кугла — 18,03 — Албервил (2008)
- диск — 48,18 — Сува (2003)
- кладиво — 50,37 - Мон Дор (2008)
- копље — 43,45 — Окланд (2002)